# Liste der Monuments historiques in Guichen
Die Liste der Monuments historiques in Guichen führt die Monuments historiques in der französischen Stadt Guichen auf.

## Liste der Bauwerke
| Bezeichnung                | Beschreibung                          | Standort | Kennzeichnung | Schutzstatus | Datum | Bild           |
| -------------------------- | ------------------------------------- | -------- | ------------- | ------------ | ----- | -------------- |
| Pont de Pont-Réan (Brücke) | auch auf dem Gebiet der Gemeinde Bruz | (Lage)   | PA00090597    | Inscrit      | 1942  | weitere Bilder |